# Attentat von Petit-Clamart
Koordinaten: 48° 46′ 44″ N, 2° 14′ 7″ O

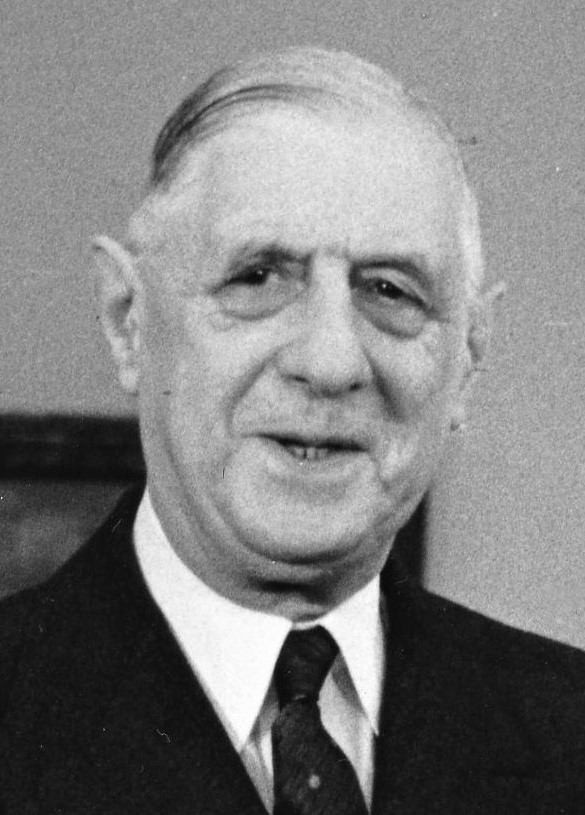
Charles de Gaulle (1963)

Das Attentat von Petit-Clamart war ein Anschlag auf den französischen Staatspräsidenten Charles de Gaulle. Es fand am Abend des 22. August 1962 in Petit-Clamart, einem Ortsteil von Clamart, südlich von Paris, statt. De Gaulle blieb unverletzt. Der Anführer der Attentäter, Oberstleutnant Jean Bastien-Thiry, wurde gefasst, zum Tode verurteilt und hingerichtet. Bastien-Thiry lehnte wie viele französische Militärs die Unabhängigkeit Algeriens kategorisch ab und missbilligte de Gaulles Anerkennung der Souveränität des algerischen Staates am 13. März 1962.
Das Attentat bildete die Grundlage für Frederick Forsyths Roman Der Schakal und dessen Verfilmung 1973.

## Vorgeschichte
Zeitgeschichtlicher Hintergrund ist die Loslösung Algeriens aus dem französischen Staat. Das Land war 1848 Siedlungskolonie, später Département geworden. Nach dem Zweiten Weltkrieg begann weltweit eine Zeit der Dekolonisation. Aufgrund der hohen Zahl französischer Siedler gab es erhebliche Widerstände gegen eine Loslösung vom Mutterland. Im Algerienkrieg (1954–1962) geriet Frankreich in eine politische und finanzielle Krise, zumal es gerade erst den Indochinakrieg (1946–1954) verloren hatte. Charles de Gaulle kehrte 1958 nach zwölf Jahren aus dem Ruhestand ins Amt zurück. Anders als von vielen erhofft, führte er Verhandlungen mit den Anführern der Nationalen Befreiungsfront (FLN). Im Winter 1960/61 wurde die Organisation de l’armée secrète (OAS) gegründet, um Algerien bei Frankreich zu halten und die Verhandlungen durch Terroranschläge zu torpedieren. Ein Putschversuch der OAS im April 1961 in Algier scheiterte; de Gaulle entging mit dem Attentat von Pont-sur-Seine bereits im September 1961 nur knapp einem Bombenanschlag der OAS. Nach den Verträgen von Évian vom 18. März 1962 verließen etwa 960.000 sogenannter Pieds-noirs (frz. für Schwarzfüße) Algerien und versuchten, sich in Frankreich eine neue Existenz aufzubauen.

## Der Tathergang

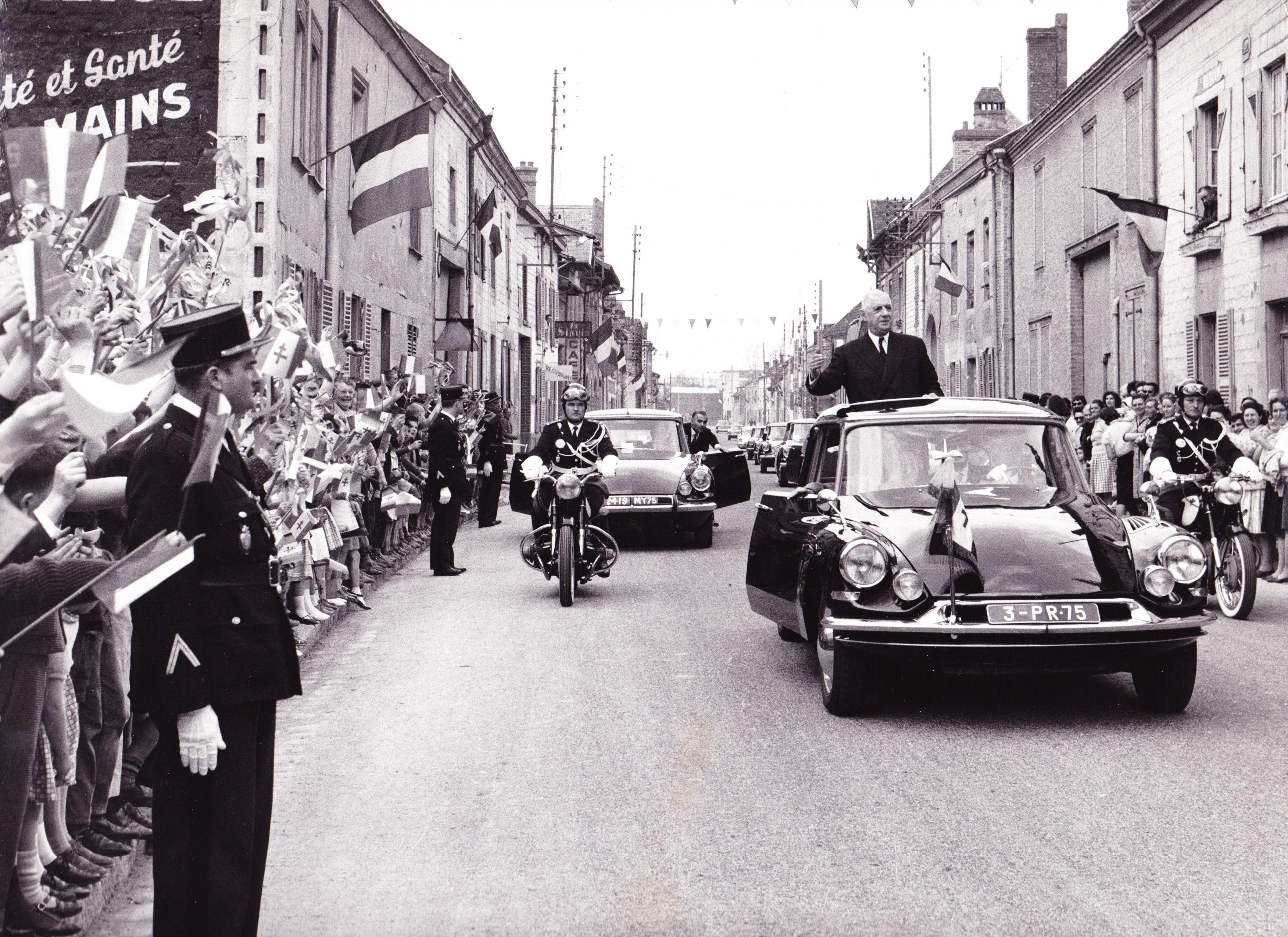
De Gaulle bei der Fahrt in seiner Präsidentenlimousine Citroën DS, deren Dach auch geöffnet werden konnte (1963)

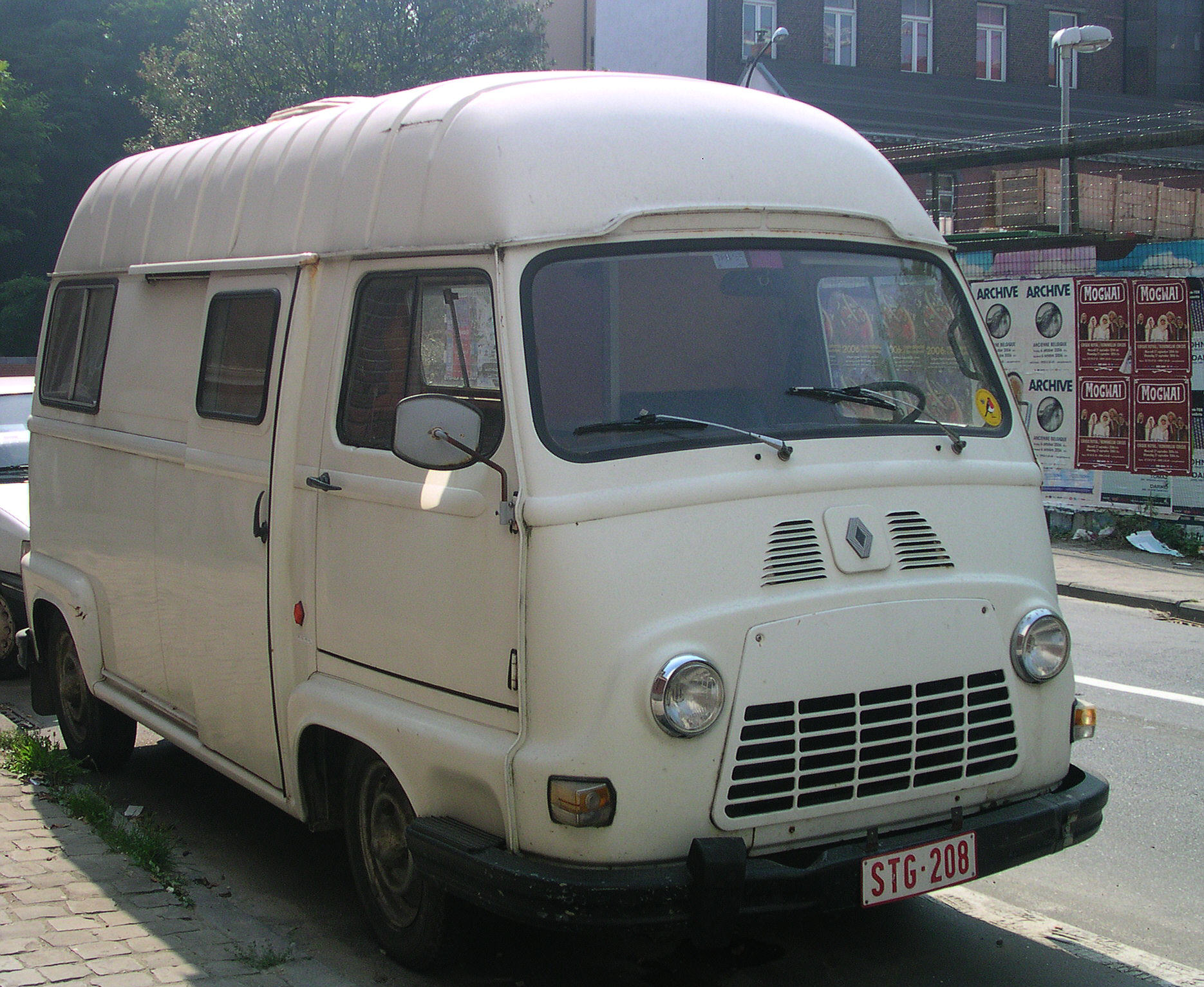
Renault Estafette

Das Attentat wurde von rund einem Dutzend Männern mit meist militärischem Hintergrund verübt. Sein Codename war Opération Charlotte Corday. Dies verweist auf die Tötung des Jean-Paul Marat durch Charlotte Corday im Jahr 1793.
Die Beteiligten warteten in einem Hinterhalt auf de Gaulle. Dieser verließ gegen 19:30 Uhr den Élysée-Palast in einer Kolonne, bestehend aus zwei Motorrädern und zwei ungepanzerten Limousinen vom Typ Citroën DS. Er saß mit seiner Frau Yvonne, seinem Schwiegersohn Oberst Alain de Boissieu und dem Polizeibeamten Francis Marroux als Fahrer im zweiten Fahrzeug. Die Kolonne war auf dem Weg zum etwa 20 Kilometer südwestlich gelegenen Militärflugplatz Villacoublay in Vélizy-Villacoublay. Dort wartete ein Hubschrauber, der den Staatspräsidenten nach Colombey les Deux Églises in sein Landhaus bringen sollte.
Gegen 20:08 Uhr geriet der Präsidentenkonvoi auf der Route nationale 306 in den Hinterhalt der mit automatischen Waffen und Sprengstoff ausgerüsteten Attentäter. In einem gelben Lieferwagen vom Typ Renault Estafette warteten fünf Männer auf den Feuerbefehl ihres Anführers, der ihnen mit einer Zeitung ein Zeichen gab. Insgesamt wurden 187 Schüsse abgegeben; im Fahrzeug wurden später 14 Einschüsse gezählt. Trotz der geplatzten Vorderreifen behielt Marroux die Kontrolle über das hydropneumatisch gefederte Fahrzeug und erreichte den Flugplatz. Dort angekommen, kommentierte de Gaulle den Vorfall mit den Worten: «Cette fois, c'était tangent» (Diesmal war es knapp).

## Filmografie
- Fred Zinnemann: Der Schakal (im Original: The Day of the Jackal (1973)).
- Jean-Teddy Filippe: Ils voulaient tuer de Gaulle, 2005. (nur in französischer Sprache)